# Ácido trihidroxibenzoico

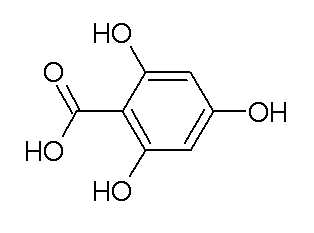
Ácido floroglucinolcarboxílico (2,4,6-ácido trihidroxibenzoico).

Ácido trihidroxibenzoico puede referirse a los siguientes ácidos fenólicos:
- ácido gálico (3,4,5-ácido trihidroxibenzoico);
- ácido floroglucinolcarboxílico (2,4,6-ácido trihidroxibenzoico).

Los O-metilados de los ácidos trihidroxibenzoicos son:
- ácido eudesmico;
- ácido siríngico.

Glucósidos:
- Theogallin